# اوگوستان نیکلا ژیلبر
اوگوستان نیکلا ژیلبر (فرانسوی: Augustin Nicolas Gilbert‎؛ ‏ ۱۵ فوریهٔ ۱۸۵۸ – ۴ مارس ۱۹۲۷) پزشک اهل فرانسه بود. وی دانش‌آموختهٔ رشتهٔ پزشکی در دانشگاه پاریس بود و دوران کارورزی خود را در اوتل-دیو گذراند و بعدها استاد پزشکی بالینی و درمان شد. وی در سال ۱۹۰۷ به عضویت «آکادمی ملی پزشکی» فرانسه درآمد. او مقالات و کتاب‌های فراوانی در شاخه‌های گوناگون پزشکی نوشته است. وی به همراه عصب‌شناس نامدار فرانسوی موریس ویلاره پژوهش‌های مبسوطی در زمینهٔ پرفشاری ورید باب انجام داد.
او نخستین بار، نوعی افزایش ارثی بیلی‌روبین را شرح داد که امروزه به افتخارش سندرم ژیلبرت نامیده می‌شود و به سبب کمبود نوعی آنزیم به نام گلوکورونوزیل‌ترانسفراز ایجاد می‌شود.
وی همچنین برندهٔ جوایزی همچون نشان لژیون دونور (فرمانده) شده است.